# Евро
Е́вро (знак валюты — €, банковский код: EUR) — официальная валюта 20 стран «еврозоны» (Австрии, Бельгии, Германии, Греции, Ирландии, Испании, Италии, Кипра, Латвии, Литвы, Люксембурга, Мальты, Нидерландов, Португалии, Словакии, Словении, Финляндии, Франции, Хорватии, Эстонии). Кроме того, евро используется в Черногории и Косове. Евро также является национальной валютой ещё 4 государств и 8 особых территорий ЕС. Однако, в отличие от участников еврозоны, данные страны не могут влиять на денежно-кредитную политику Европейского центрального банка и направлять своих представителей в его руководящие органы. Таким образом, евро — это единая валюта для более чем 340 миллионов европейцев. На ноябрь 2013 года в наличном обращении был 951 млрд евро, что делало эту валюту обладателем самой высокой суммарной стоимости наличных, циркулирующих во всём мире, опережая по этому показателю доллар США.
Евро был введён в безналичное обращение 1 января 1999 года, а 1 января 2002 года были введены в наличное обращение банкноты и монеты. Евро заменил в соотношении 1:1 европейскую валютную единицу (ЭКЮ), которая использовалась в европейской валютной системе с 1979 по 1998 год.
Евро управляется Европейской системой центральных банков (ЕСЦБ) во главе с Европейским центральным банком (ЕЦБ), расположенным во Франкфурте-на-Майне (Германия). В ЕСЦБ, кроме ЕЦБ, входят национальные центральные банки всех государств — членов ЕС, независимо от того, приняли ли они евро в качестве национальной валюты. ЕЦБ является независимым центральным банком. Ему принадлежит исключительное право определять денежно-кредитную политику в еврозоне. ЕСЦБ занимается печатанием банкнот и чеканкой монет, распределением наличных денег по странам еврозоны, а также обеспечивает функционирование платёжных систем в еврозоне.
Все государства — члены Европейского союза имеют право войти в еврозону, если они выполняют критерии конвергенции, установленные Договором о Европейском союзе, — также их называют маастрихтскими критериями. Решение о соответствии макроэкономических показателей страны критериям конвергенции принимает Совет ЕС, затем его утверждает Европейский совет. Для новых членов Европейского союза вступление в зону евро является естественным шагом на пути к полной интеграции в ЕС.
По данным агентства Bloomberg, в межбанковском обороте в системе SWIFT в период с мая 2013 по май 2014 годов доля евро составила 32 %. При этом доля американского доллара (за тот же промежуток времени) — 42 %, юаня — 1,47 %, российского рубля — 0,35 %.

## Характеристики евро

### Название
Латиницей название записывается как Euro (с прописной или строчной буквы — по-разному в разных языках), по-гречески — ευρώ. В языках некоторых стран Европейского союза наряду с написанием euro (принятым в официальных документах, но не соответствующим нормам этих языков) существуют национальные варианты написания: латыш. eiro, лит. euras, словен. evro, мальт. ewro, венг. euró. Кириллическое написание в болгарском — евро. На банкнотах название валюты указано прописными латинскими и греческими буквами, а на банкнотах новой серии — и кириллическими. Название читается в соответствии с орфографией конкретных языков, в основном по образцу того, как произносится в этом языке слово Европа: по-французски примерно эро́, по-немецки — о́йро, по-испански и по-итальянски — э́уро, по-английски — ю́рo и т. п.
В русском языке преобладает передача этого слова как е́вро. Согласно нормативным словарям, это слово мужского рода, хотя в разговорной речи встречается и средний.
В связи со своим грядущим вступлением в еврозону Болгария подняла вопрос о том, что на банкнотах также должен быть указан кириллический вариант названия валюты. ЕЦБ выступил против такой инициативы, однако в 2007 году был вынужден согласиться с Болгарией, оговорив при этом, что слово «евро» на банкнотах не будет склоняться по правилам грамматики:

…Законодательство Сообщества требует единообразного написания слова «евро» в именительном падеже и единственном числе во всех официальных документах Сообщества и стран-участниц с учётом существования различных алфавитов. Оригинальный текст (англ.)…Community law requires a single spelling of the word “euro” in the nominative singular case in all Community and national legislative provisions, taking into account the existence of different alphabets.

В 2013 году была выпущена в обращение первая банкнота номиналом 5 евро новой серии, содержащей кириллическое написание названия «евро». Следующая новая банкнота номиналом 10 евро поступила в обращение 23 сентября 2014 года. В 2015 году введена новая банкнота номиналом 20 евро также с надписью кириллицей. 4 апреля 2017 года в обращение введена новая банкнота 50 евро.

### Монеты и банкноты
Евро состоит из 100 центов (иногда называемых евроцентами). Все монеты евро, включая памятные монеты достоинством в 2 евро, имеют одну общую сторону, на которой обозначено достоинство монеты на фоне схематической карты Европы. С другой, «национальной», стороны находится изображение, выбранное той страной, в которой отчеканена монета. Все монеты могут использоваться во всех странах, в которых евро был принят в качестве официальной валюты.
Выпускаются монеты достоинством 2; 1; 0,50; 0,20; 0,10; 0,05; 0,02 и 0,01 евро. Многие магазины в еврозоне предпочитают выравнивать цены так, чтобы они были кратны 5 центам, например, в Бельгии, Финляндии, Ирландии, Италии, Нидерландах монеты в 1 и 2 цента не были нужны; в Австрии же, напротив, монета в 1 цент весьма распространена.
Все банкноты евро имеют общий дизайн для каждого достоинства на обеих сторонах во всех странах. Выпускаются банкноты достоинством 200, 100, 50, 20, 10 и 5 евро. Выпуск банкнот номиналом 500 евро прекращён 27 апреля 2019 года из-за того, что эти купюры чаще других используются в операциях, связанных с отмыванием денег, уклонением от уплаты налогов и финансированием терроризма, однако они остаются законным платёжным средством. Банкноты номиналом 200 евро выпускаются не во всех странах.
| Номинал  | Размеры   | Масса  | Стиль                                | Эпоха           | Расположение кода                | Основной цвет    |
| -------- | --------- | ------ | ------------------------------------ | --------------- | -------------------------------- | ---------------- |
| 5 евро   | 120×62 мм | 0,63 г | Античность / Классика                | До XI века      | слева у края картинки            | серый            |
| 10 евро  | 127×67 мм | 0,72 г | Романский                            | XI—XII века     | звёздочка «на 8 часах»           | красный          |
| 20 евро  | 133×72 мм | 0,81 г | Готика                               | XIII—XIV века   | звёздочка «на 9 часах»           | синий            |
| 50 евро  | 140×77 мм | 0,92 г | Ренессанс                            | XV—XVI века     | справа у края картинки           | оранжевый        |
| 100 евро | 147×82 мм | 1,02 г | Барокко и рококо                     | XVII—XVIII века | справа от звёздочки «на 9 часах» | зелёный          |
| 200 евро | 153×82 мм | 1,07 г | Индустриальная эра / Железо и стекло | XIX век         | справа от звёздочки «на 8 часах» | жёлто-коричневый |
| 500 евро | 160×82 мм | 1,12 г | Модерн                               | XX—XXI века     | звёздочка «на 9 часах»           | лиловый          |

Банкноты и монеты евро выпускаются в обращение по решению ЕЦБ. Каждая страна еврозоны ставит перед серийным номером обозначающую её букву: Австрия — N, Бельгия — Z, Германия — Х, Греция — Y, Ирландия — T, Испания — V, Италия — S, Кипр — G, Латвия — C, Литва — B, Люксембург — R, Мальта — F, Нидерланды — P, Португалия — M, Словакия — E, Словения — H, Финляндия — L, Франция — U, Эстония — D. Зарезервированы: Дания — W, Швеция — K. Свободные буквы: A, I, J, O, Q.
ЕЦБ создал клиринговую систему для крупных платёжных транзакций в евро, TARGET. Все денежные переводы внутри стран еврозоны должны стоить столько же, сколько и переводы внутри одной страны. Это верно и для розничных платежей, хотя при этом могут использоваться различные методы платежа. Расчёты с помощью кредитных карт и снятие денег в банкоматах также стоят во всех странах столько же, сколько и в стране, где выпущена карта. Расчёты с помощью «бумажных» платёжных поручений, таких как чеки, не стандартизированы ЕЦБ и обрабатываются каждой страной отдельно.

### Символ евро €

Официальная спецификация логотипа евро, который должен печататься жёлтым цветом на голубом фоне (соответственно PMS Yellow и PMS Reflex Blue)

Специальный графический знак евро € был спроектирован после того, как путём опросов общественного мнения были выбраны два варианта из десяти предложений, и затем Еврокомиссия выбрала один из них в качестве окончательного варианта. Автором победившего дизайна, как утверждается, была команда из четырёх экспертов, имена которых официально не были названы. Официальная версия создания дизайна евро оспаривается Артуром Айзенменгером, в прошлом ведущим графическим дизайнером Европейского сообщества, который провозглашает, что создал этот знак как общий символ Европы.
Знак является, согласно Еврокомиссии, «комбинацией греческого эпсилона как показателя значимости европейской цивилизации, буквы E, обозначающей Европу, и пересекающих знак параллельных линий, означающих стабильность евро». Из-за этих двух линий графический знак евро получился значительно схожим с символом «Есть» из славянской азбуки «круглой глаголицы».
Европейская комиссия также разработала логотип евро с указанием точных пропорций и цветов переднего плана и фона. Хотя некоторые дизайнеры шрифтов просто в точности скопировали логотип евро в качестве знака евро в этих шрифтах, большинство разработало свои варианты, которые часто базируются на букве С в соответствующем шрифте, чтобы знак валюты имел такую же ширину, как и арабские цифры.

### Расположение знака евро и тип разделителя в разных языках
Расположение знака евро по отношению к денежной сумме различается от страны к стране. Ниже приведены примеры для 24 официальных языков стран Европейского союза.
| английский    | €3.14         | болгарский  | 3,14 € | венгерский    | 3,14 €        |
| греческий     | 3,14 €, €3.14 | датский     | 3,14 € | ирландский    | €3.14         |
| испанский     | 3,14 €        | итальянский | 3,14 € | латышский     | 3,14 €        |
| литовский     | 3,14 €        | мальтийский | €3.14  | немецкий      | 3,14 €, €3,14 |
| нидерландский | €3,14         | польский    | 3,14 € | португальский | 3,14 €        |
| румынский     | 3,14 €        | словацкий   | 3,14 € | словенский    | 3,14 €        |
| финский       | 3,14 €        | французский | 3,14 € | хорватский    | 3,14 €        |
| чешский       | 3,14 €        | шведский    | 3,14 € | эстонский     | 3,14 €        |

## Ввод в обращение
В безналичных расчётах евро были введены с 1 января 1999 года, в наличных — с 1 января 2002 года. На протяжении двух месяцев, то есть по 28 февраля 2002 года (за исключением Нидерландов, Франции и Ирландии, где этот срок был законодательно сокращён), евро и национальные денежные знаки первых стран еврозоны обращались параллельно. После окончания переходного периода национальные денежные знаки были полностью заменены на евро и перестали быть законным платёжным средством. В странах, присоединявшихся к еврозоне после 2002 года, переходные периоды сокращались до двух недель. Наличные евро заменили национальные валюты 20 (из 27) стран Европейского союза.
При подписании Договора о Европейском союзе (1992 г.) Великобритания и Дания в специальном протоколе оговорили своё право не переходить к третьему этапу Экономического и валютного союза ЕС, предусматривавшему введение единой валюты. В Швеции и Дании прошли референдумы, на которых большинство высказалось против принятия евро. В марте 2013 года министр финансов Швеции Андерс Борг заявил, что введения евро в Швеции не планируется.
Литва планировала перейти на евро в 2007 году, но из-за незначительного превышения Маастрихтских критериев по инфляции переход пришлось отложить, и она ввела евро только 1 января 2015 года. Латвия смогла выполнить все требуемые критерии после прихода кризиса только в результате политики жёсткой экономии и с 1 января 2014 года вступила в зону евро. Эстония смогла выполнить все Маастрихтские критерии раньше и присоединилась к еврозоне 1 января 2011 года. Переход Литвы на евро с 1 января 2015 года был одобрен ЕЦБ и Еврокомиссией в ежегодном отчёте о соответствии Маастрихтским критериям, а окончательное согласие было дано и обменный курс подтверждён советом министров ЕС в июле 2014 года.
Болгария и Хорватия присоединились к ERM-2 10 июля 2020 года. Хорватия перешла на евро 1 января 2023 года.
Для перехода на евро необходимо двухлетнее членство страны в Европейском механизме валютных курсов-2. В настоящее время участниками ERM-2 являются Болгария и Дания. Болгария планировала перейти на евро 1 января 2024 года, но в феврале 2023 года переход решили отложить до 1 января 2025 года из-за финансовых проблем, позднее переход был отложен до 1 января 2026 года. Румыния планирует подавать заявку на участие в ERM-2 в 2026 году, а перейти на евро — к 2029 году. Венгрия, Польша и Чехия на 2025 год не планируют начинать перехода на евро.
| Страна | Заменённая валюта                                    | Дата перехода 1 января                           | Курс перехода           |
| Еврозона | Еврозона                                             | Еврозона                                         | Еврозона                |
| --- | ---------------------------------------------------- | ------------------------------------------------ | ----------------------- |
| Австрия | австрийский шиллинг                                  | 19991                                            | 13,7603 ATS             |
| Бельгия | бельгийский франк                                    | 19991                                            | 40,3399 BEF             |
| Германия | немецкая марка                                       | 19991                                            | 1,95583 DEM             |
| Ирландия | ирландский фунт                                      | 19991                                            | 0,787564 IEP            |
| Испания | испанская песета                                     | 19991                                            | 166,386 ESP             |
| Италия | итальянская лира ватиканская лира сан-маринская лира | 19991                                            | 1936,27 ITL             |
| Люксембург | бельгийский франк люксембургский франк               | 19991                                            | 40,3399 LUF             |
| Нидерланды | нидерландский гульден                                | 19991                                            | 2,20371 NLG             |
| Португалия | португальский эскудо                                 | 19991                                            | 200,482 PTE             |
| Финляндия | финляндская марка                                    | 19991                                            | 5,94573 FIM             |
| Франция | французский франк монакский франк                    | 19991                                            | 6,55957 FRF             |
| Греция | греческая драхма                                     | 20011                                            | 340,750 GRD             |
| Словения | словенский толар                                     | 2007                                             | 239,640 SIT             |
| Кипр | кипрский фунт                                        | 2008                                             | 0,585274 CYP            |
| Мальта | мальтийская лира                                     | 2008                                             | 0,429300 MTL            |
| Словакия | словацкая крона                                      | 2009                                             | 30,1260 SKK             |
| Эстония | эстонская крона                                      | 2011                                             | 15,6466 EEK             |
| Латвия | латвийский лат                                       | 2014                                             | 0,702804 LVL            |
| Литва | литовский лит                                        | 2015                                             | 3,45280 LTL             |
| Хорватия | хорватская куна                                      | 2023 (см. Хорватия и евро)                       | 7,53450 HRK             |
| Страны — не члены ЕС, официально использующие евро в соответствии с соглашениями с Европейским центральным банком |                                                      |                                                  |                         |
| Андорра | французский франк испанская песета                   | 19991 (неофициально), 1 апреля 2012 (соглашение) | 6,55957 FRF 166,386 ESP |
| Ватикан | итальянская лира ватиканская лира сан-маринская лира | 19991                                            | 1936,27 VAL             |
| Монако | французский франк монакский франк                    | 19991                                            | 6,55957 MCF             |
| Сан-Марино | итальянская лира ватиканская лира сан-маринская лира | 19991                                            | 1936,27 SML             |
| Сен-Пьер и Микелон                                                                                                | французский франк                                    | 19991                                            | 6,55957 FRF             |
| Страны и территории, неофициально использующие евро                                                               |                                                      |                                                  |                         |
| Акротири и Декелия                                                                                                | кипрский фунт                                        | 2008                                             | 0,585274 CYP            |
| Косово | немецкая марка                                       | 2002                                             | 1,95583 DEM             |
| Сен-Бартельми | французский франк                                    | 19991, 2                                         | 6,55957 FRF             |
| Сен-Мартен | французский франк                                    | 19991, 2                                         | 6,55957 FRF             |
| Черногория | немецкая марка                                       | 2002                                             | 1,95583 DEM             |
| Планируемые даты введения евро в остальных странах — членах ЕС                                                    |                                                      |                                                  |                         |
| Болгария | болгарский лев                                       | 1 января 2026 (см. Болгария и евро)              | 1,95583 BGN             |
| Венгрия | венгерский форинт                                    | срок не установлен                               | —                       |
| Дания | датская крона                                        | не планируется                                   | 7,46038 DKK             |
| Польша | польский злотый                                      | срок не установлен                               | —                       |
| Румыния | румынский лей                                        | 2029 год                                         | курс не установлен      |
| Чехия | чешская крона                                        | срок не установлен                               | —                       |
| Швеция | шведская крона                                       | не планируется (см. Швеция и евро)               | —                       |

1 Фактически — с 1 января 2002 года (дата введения в обращение наличного евро).
2 Выделены 22 февраля 2007 года из состава заморского департамента Франции Гваделупа.

## Эффекты от введения единой валюты

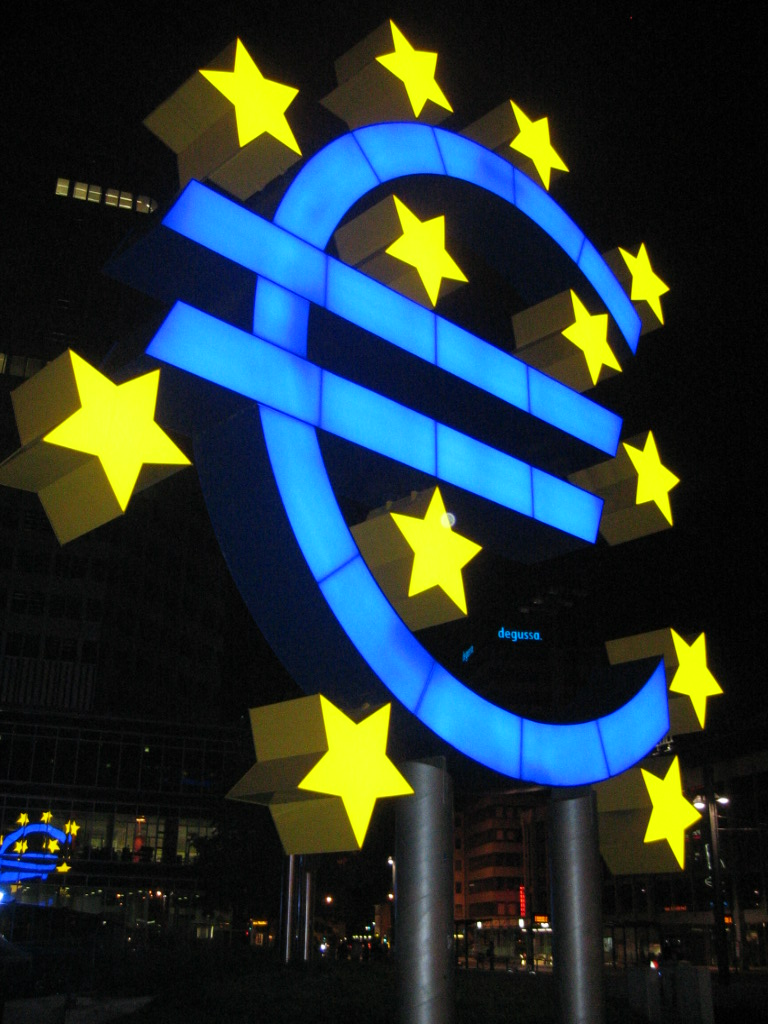
Памятник евро во Франкфурте

Использование единой валюты во многих странах имеет как достоинства, так и недостатки для стран-членов. Существуют различные мнения по поводу эффектов, вызванных введением евро. Для понимания и оценки многих из этих эффектов потребуются многие годы. Высказывается множество теорий и предсказаний.

### Устранение рисков, связанных с обменными курсами
Одно из наиболее важных достоинств евро — снижение рисков, связанных с курсами обмена валют, что позволяет облегчить инвестирование между странами. Риск изменения курса валют по отношению друг к другу всегда делал инвестиции за пределами своей валютной зоны, и даже импорт/экспорт, весьма рискованными как для компаний, так и для частных лиц. Потенциальная прибыль может превратиться в убыток из-за неблагоприятного изменения валютного курса. В результате многие инвесторы и импортёры/экспортёры должны были либо смириться с этим риском, либо использовать хеджирование своих инвестиций, что делает инвестиции за пределами национальной валютной зоны менее привлекательными. Создание еврозоны намного увеличивает поле для инвестиций, свободное от рисков, связанных с обменным курсом. Поскольку европейская экономика сильно зависит от внутриевропейских экспортных операций, достоинства этого эффекта трудно переоценить. В частности, он очень важен для стран, национальные валюты которых традиционно были подвержены сильным колебаниям курса (например, средиземноморских государств).
В то же время весьма вероятно, что такой эффект увеличит инвестиции в странах с более либеральными рынками и уменьшит их там, где рынки более строги. У некоторых людей вызывает беспокойство, что прибыль утечёт в соседние страны, и из-за этого придётся сократить традиционные социальные программы.

### Устранение расходов, связанных с конверсионными операциями
С введением единой валюты устраняются взимаемые банками комиссии за перевод средств из одной валюты в другую, которые ранее взимались и с частных лиц, и с коммерческих организаций. Хотя экономия от этого при каждой операции небольшая, с учётом многих тысяч совершаемых операций, она даёт существенную прибавку к средствам, вращающимся в европейской экономике.
Для электронных платежей (кредитные карты, дебетовые карты и банкоматы) банки еврозоны должны в настоящее время взимать одинаковую комиссию как внутри страны, так и для международных платежей в еврозоне.

### Более устойчивые финансовые рынки
Другое заметное достоинство перехода на евро заключается в создании более устойчивых финансовых рынков. Ожидается, что финансовые рынки на европейском континенте станут намного более ликвидными и гибкими, чем были в прошлом. Возникнет больше конкуренции, и финансовые продукты будут более доступны по всему Евросоюзу. Это уменьшит издержки по финансовым операциям для бизнеса и, возможно, даже для частных лиц на всём континенте. Также упадут издержки, связанные с обслуживанием государственного долга. Ожидается, что возникновение более устойчивых и широких рынков приведёт к повышению капитализации рынка акций и увеличит инвестиции. Могут возникнуть более крупные и конкурентоспособные в международном масштабе финансовые институты.

### Паритет цен
Ещё один эффект от введения единой европейской валюты состоит в том, что разница в ценах — в частности, в уровне цен — должна уменьшиться. Различия в ценах могут спровоцировать арбитражные операции, то есть спекулятивную торговлю товарами между странами только для того, чтобы эксплуатировать ценовую разницу. Введение единой валюты выравнивает цены в еврозоне, и ожидается, что результатом этого будет увеличение конкуренции либо консолидация компаний, что должно сдержать инфляцию и будет, таким образом, полезно для потребителей. Сходным образом, прозрачность цен вне зависимости от границ должна помочь потребителям найти качественный товар или услугу по низкой цене.

### Конкурентное рефинансирование
Конкурентное рефинансирование также является достоинством для многих стран (и компаний), вошедших в еврозону. Национальные и корпоративные облигации, номинированные в евро, значительно более ликвидны и имеют более низкую процентную ставку, чем это было раньше, когда они номинировались в национальной валюте. Компании также имеют больше свободы, чтобы занимать деньги в банках за границей, не подвергая себя рискам из-за обменного курса валют. Это заставляет национальные банки снижать процентные ставки, чтобы быть конкурентоспособными.

### Евро как валюта привязки
Существует две категории стран, привязывающих курсы своих валют к евро. Первая категория — государства — члены ЕС, участвующие в Механизме обменных курсов — 2 (МОК-2) на основе соглашения между национальным ЦБ и ЕЦБ. Двухлетнее участие в данном механизме без пересмотра курсового соотношения (то есть без девальваций и ревальваций) — обязательное условие присоединения страны к Экономическому и валютному союзу, то есть еврозоне. В рамках МОК-2 устанавливается центральный курс национальной валюты к евро, по отношению к которому её рыночный курс может колебаться в пределах ± 15 %. При этом страна имеет право заключить с ЕЦБ соглашение о более узких пределах колебаний, как это сделала Дания. В настоящее время участником МОК-2 является одна страна — Дания. Центральный курс датской кроны установлен на уровне 7,46038 кроны за один евро. Пределы колебаний составляют ± 2,25 процентных пункта.
Вторая категория — страны ЕС и третьи страны, привязывающие свою валюты к евро в одностороннем порядке в рамках режима валютного курса, избранного национальным ЦБ. В странах Европы, не входивших в ЕС или ещё не вступивших в ERM II, практиковалась привязка к немецкой марке (болгарский лев, боснийская марка и эстонская крона); в странах — бывших африканских и тихоокеанских колониях практиковалась привязка к старым национальным валютам бывших метрополий. После перехода соответствующих стран на евро соотношение привязки было умножено на курс перехода от старой валюты к евро. Так, Болгария после кризиса 1996—1997 годов практикует режим валютного совета (англ. currency board), включающий фиксированный курс болгарского лева к евро — 1,95583 лева за один евро. До 2020 года ЕЦБ не имел права принимать на себя обязательств поддерживать курс лева, однако Болгария при вступлении в ERM 2 в 2020 году закрепила это соотношение на официальном уровне. К евро также привязаны валюты, изначально привязывавшиеся к французскому франку. Различные формы привязки и управляемого плавания в отношении корзины валют (включая СДР) практикуют: Ботсвана, Алжир, Беларусь, Фиджи, Иран, Кувейт, Ливия, Марокко, Сингапур, Сирия, Тунис и некоторые другие страны и территории.

## Евро как резервная валюта
Евро в настоящее время — вторая по использованию резервная валюта. После введения евро в 1999 г. эта валюта частично унаследовала долю в расчётах и резервах от немецкой марки, французского франка и других европейских валют, которые использовались для расчётов и накоплений. С тех пор доля евро постоянно увеличивается, так как центральные банки стремятся диверсифицировать свои резервы. Бывший глава ФРС Алан Гринспэн в сентябре 2007 года сказал, что евро может заменить доллар США в качестве главной мировой резервной валюты. В 2009 году доля евро в международных резервах центробанков составила рекордные 28 %, пока что не превзойдённые.
| Валюты | 1995 | 1996 | 1997 | 1998 | 1999 | 2000 | 2001 | 2002 | 2003 | 2004 | 2005 | 2006 | 2007 | 2008 | 2009 | 2010 | 2011 | 2012 | 2013 | 2014 | 2015 | 2016 |
| --- | ---- | ---- | ---- | ---- | ---- | ---- | ---- | ---- | ---- | ---- | ---- | ---- | ---- | ---- | ---- | ---- | ---- | ---- | ---- | ---- | ---- | ---- |
| USD | 59,0 | 62,1 | 65,2 | 69,3 | 70,9 | 70,5 | 70,7 | 66,5 | 65,8 | 65,9 | 66,4 | 65,7 | 64,1 | 64,1 | 62,1 | 61,8 | 62,3 | 61,1 | 61,0 | 63,1 | 64,2 | 64,0 |
| EUR | —    | —    | —    | —    | 17,9 | 18,8 | 19,8 | 24,2 | 25,3 | 24,9 | 24,3 | 25,2 | 26,3 | 26,4 | 27,6 | 26,0 | 24,7 | 24,3 | 24,4 | 22,1 | 19,7 | 19,7 |
| DEM | 15,8 | 14,7 | 14,5 | 13,8 | —    | —    | —    | —    | —    | —    | —    | —    | —    | —    | —    | —    | —    | —    | —    | —    | —    | —    |
| GBP | 2,1  | 2,7  | 2,6  | 2,7  | 2,9  | 2,8  | 2,7  | 2,9  | 2,6  | 3,3  | 3,6  | 4,2  | 4,7  | 4,0  | 4,3  | 3,9  | 3,8  | 4,0  | 4,0  | 3,8  | 4,9  | 4,4  |
| JPY | 6,8  | 6,7  | 5,8  | 6,2  | 6,4  | 6,3  | 5,2  | 4,5  | 4,1  | 3,9  | 3,7  | 3,2  | 2,9  | 3,1  | 2,9  | 3,7  | 3,6  | 4,1  | 3,8  | 3,9  | 4,0  | 4,2  |
| FRF | 2,4  | 1,8  | 1,4  | 1,6  | —    | —    | —    | —    | —    | —    | —    | —    | —    | —    | —    | —    | —    | —    | —    | —    | —    | —    |
| CHF | 0,3  | 0,2  | 0,4  | 0,3  | 0,2  | 0,3  | 0,3  | 0,4  | 0,2  | 0,2  | 0,1  | 0,2  | 0,2  | 0,1  | 0,1  | 0,1  | 0,1  | 0,3  | 0,3  | 0,3  | 0,3  | 0,2  |
| CNY | —    | —    | —    | —    | —    | —    | —    | —    | —    | —    | —    | —    | —    | —    | —    | —    | —    | —    | —    | —    | —    | 1,1  |
| Прочие | 13,6 | 11,7 | 10,2 | 6,1  | 1,6  | 1,4  | 1,2  | 1,4  | 1,9  | 1,8  | 1,9  | 1,5  | 1,8  | 2,2  | 3,1  | 4,4  | 5,1  | 6,3  | 6,5  | 6,9  | 6,9  | 6,4  |
| Источники: - 2015—2016 — МВФ: IMF Releases Data on the Currency Composition of Foreign Exchange Reserves Including Holdings in Renminbi; - 1995—2009 — МВФ: Currency Composition of Official Foreign Exchange Reserves; - 1999—2005 — ЕЦБ: The Accumulation of Foreign Reserves |      |      |      |      |      |      |      |      |      |      |      |      |      |      |      |      |      |      |      |      |      |      |

## Режим валютного курса
В отношении евро используется режим свободно плавающего валютного курса.
13 июля и 22 августа 2022 года курс евро ненадолго опустился ниже паритета с долларом США — то есть, в соотношении один к одному; впервые с 2002 года.